# コロンボ・プラン
コロンボ・プランとは、戦後最も早期に組織された開発途上国援助のための国際機関。主に技術協力を通じてアジア太平洋地域諸国の経済・社会開発を促進し、その生活水準を向上させることを目的とする。
正式名称は「アジア及び太平洋の共同的経済社会開発のためのコロンボ・プラン」。事務局はスリランカのコロンボにある。
1950年1月にコロンボで開かれたイギリス連邦外相会議を源としており、1951年7月に活動を開始する。当初イギリス連邦諸国のみを加盟国としていたが、その後その他の各国も加わり加盟国は増加した。

## 日本におけるコロンボ・プラン
日本は1954年10月6日に、コロンボ・プランへの加盟を閣議決定。コロンボ・プランの第6回会合に正式加盟国として参加した。日本は翌1955年から研修員の受け入れ、専門家の派遣といった政府ベースの技術協力を開始した。これが日本のODAの開始とされている。加盟を契機として、戦後日本はマーシャル・プラン等による被援助国から援助国へ転換した。
1987年には、外務省と国際協力事業団(JICA)がコロンボ・プランへの加盟日である10月6日を「国際協力の日」とすることに決定した。しかし現在は、二国間のODAの方が金額的に多く、コロンボプランとしての活動はそれほど活発ではない。

## 加盟国
アルファベット順。(　)内は加盟年。
- アフガニスタン(1963)
- ミャンマー(1952)
- オーストラリア(1950)
- ネパール(1952)
- バングラデシュ(1972)
- ニュージーランド(1950)
- ブータン(1962)
- パキスタン(1950)
- フィジー(1972)
- パプアニューギニア(1973)
- インド(1950)
- フィリピン(1954)
- インドネシア(1953)

- シンガポール(1966)
- イラン(1966)
- スリランカ(1950)
- 日本(1954)
- タイ(1954)
- 韓国(1962)
- アメリカ(1951)
- ラオス(1951)
- ベトナム(2001)
- マレーシア(1957)
- モルジブ(1963)
- モンゴル(1998)